# André Houot
 (décembre 2014).
André Houot est un auteur français de bande dessinée né le 27 janvier 1947.

## Biographie
Après des études aux Beaux-Arts de Nancy, il enseigne l'art graphique dans la Meuse puis à Grenoble. Il est connu comme un spécialiste français de l'illustration de scènes de préhistoire, par exemple pour Des Alpes au Léman : images de la préhistoire d'Alain Gallay. Il est ensuite devenu un auteur prolifique de bandes dessinées.
Dans un premier temps, il crée un nouveau genre la bande dessinée archéologique par opposition aux séries préhistoriques comme Rahan. Il combine ses qualités d'illustrateur préhistorique avec la forme de la bande dessinée dans la série des Chroniques de la nuit des temps entre 1987 et 1994. Le fond scientifique est assuré par sa collaboration avec des chercheurs ou des archéologues, et ses albums sont préfacés par Aimé Bocquet, Haroun Tazieff, Alain Gallay ou Yves Coppens. Mais il reconnaît lui-même que ce premier projet« était mal servi par un graphisme qui n'était pas prêt pour la bande dessinée ».
C'est sa rencontre avec Simon Rocca, comme scénariste, qui fera de lui un véritable auteur de bande dessinée avec la série Le Khan, parue entre 1994 et 2004. Cette série raconte l'histoire de Tamoudjin/Temüdjin Gengis le premier khan de Mongolie. Assuré de ses qualités d'auteur de bandes dessinées, il se lance à nouveau seul et se diversifie avec une série de science-fiction Septentryon de 2001 à 2004, puis et avec un triptyque fantastique, Le Mal, de 2006 à 2009. En 2011, il publie un « one shot », Hamelin; reprenant avec un graphisme abouti la légende du joueur de flûte de Hamelin transcrite notamment par les frères Grimm.
En 2023, Asile ! évoque le séjour du prince ottoman Zizim, fils de Mehmed II, placé sous la protection de l'Ordre de Malte, à Rochechinard, en Dauphiné. L'ouvrage propose des reconstitutions visuelles du château de Sassenage, de la ville de Romans et, plus rapidement, de l'abbatiale de Saint-Antoine-en-Viennois.
La majorité de ses histoires sont mises en couleur par sa compagne, la coloriste Jocelyne Charrance.

## Publications

### Illustrations
- Alain Galley (2006) Des Alpes au Léman : images de la préhistoire, édition Infolio
- Site Les Hominidés (2007), pages Homo erectus et Homo habilis

### Bandes dessinées
- Chroniques de la nuit des temps, genre préhistoire

1. Le Couteau de pierre, édité par Fleurus en 1987, inspiré des fouilles sur le lac de Paladru, conseiller scientifique Aimé Bocquet
2. Tête-brûlée, édité par Lombard en 1989, réédité par Soleil Productions en 1995,
3. On a marché sur la terre, édité par Lombard en 1990
4. Le Soleil des morts, édité par Lombard en 1992, réédité par Soleil Productions en 1995, inspiré des fouilles du Petit-Chasseur à Sion, conseiller scientifique Alain Gallay
5. Ars engloutie, édité par Glénat en 1994

- Le Khan, scénario de Simon Rocca, couleurs Jocelyne Charrance (sauf le premier titre), genre histoire, édité par Soleil Productions, collection Soleil noir

1. L'Enfance du bâtard, 1994, réédité sous le titre L'enfant farceur en 1995, 44 planches
2. Le Jeune Homme à la cangue, 1995, 44 planches
3. Le Seigneur inflexible, 1996, 44 planches
4. Le Conquérant, 1998, 44 planches
5. Le Maître du monde, 1999, 44 planches
6. Le Khan, l'intégrale, 2004, 220 planches

- Septentryon, scénario et dessin André Houot, couleurs Jocelyne Charrance, genre science-fiction, édité par Glénat, collection Caractère

1. La Calotte jaune, 2001, 46 planches[2]
2. Angousalem, 2002, 46 planches
3. Secteur Glypha, 2003, 46 planches
4. Tireur aveugle, 2004, 49 planches
5. Septentryon, l'intégrale, 2006, 180 planches

- Le Mal, scénario PY, dessin André Houot, couleurs Jocelyne Charrance, genre fantastique, édité par Glénat, collection Grafica

1. L’Œil du mur, 2006, 46 planches
2. Nyctalope, 2007, 46 planches
3. Super Manne, 2009, 48 planches
4. Le Mal, l'intégrale, 2011, 140 planches

- Hamelin, scénario et dessin André Houot, couleurs Jocelyne Charrance, genre conte et légende, édité par Glénat, collection Grafica, 2011, 46 planches

- Asile, scénario et dessin André Houot, couleurs Jocelyne Charrance, genre historique, édité par Glénat, 2023, 46 planches

## Distinction
- Festival de la Bulle d'or 2009 : Bulle d'or pour l'ensemble de son œuvre[3].